# San Francisco de Asís en éxtasis (Caravaggio)
San Francisco de Asís en éxtasis es el objeto de una pintura de Caravaggio encargada por el cardenal Francesco del Monte, para celebrar su ascensión al alto puesto católico. En esta pintura se muestra al santo tras haber recibido los estigmas de Jesucristo y está siendo cargado por un ángel. 
Fue tremendamente influenciado por Simone Peterzano, quien le enseñó el tenebrismo realista que puso de manifiesto en este cuadro. El escritor Dominique Fernandez considera que este cuadro marca el nacimiento del arte barroco. No fue muy bien recibido por la crítica cristiana al mostrar a Francisco de Asís en dos momentos que se suponen fueron distintos (su éxtasis y sus estigmas). Pero el pueblo le aclamó como buen cuadro, ya que denotaba dulzura y sentimiento de amor por parte del ángel y de Francisco, respectivamente.
Existen cinco versiones conocidas de esta obra. La pintura que se encuentra en el Wadsworth Atheneum apareció más recientemente que una muy similar en la ciudad italiana de Udine.
La obra, la primera de temática sacra interpretada por Caravaggio, era parte de la colección del cardenal Francesco Maria Del Monte, devoto de San Francisco. Por razones estilísticas, la obra es datada en torno al 1595-1596 y según Frommel, el rostro de San Francisco sería el mismo del cardenal del Monte, pero esto es todavía hoy materia de debate.
Al margen de ello, la obra atribuible al periodo de permanencia del pintor en el palacio del cardenal. En el inventario del 18 de mayo de 1627 se puede leer que en la "Galleria piccola" del Palacio del Monte en Ripetta, había una "S. Caterina della ruota", obra de "Michel Agnolo da Caravaggio" con marco de oro. "Un San Francisco en éxtasis de Michel Angelo da Caravaggio" con marco negro. Es posible que ambas pinturas retrataran a los dos santos a los cuales el cardenal era devoto y que se encontraran también en la misma sala del Palacio. De aquel San Francisco, todavía no se sabe nada. Lo que se conoce es solamente a través de las copias, que son 5, según Ferdinando Bologna.
Es plausible que la original se haya perdido, y que únicamente se conozcan las copias.
Una copia, firmada, es la de Hartford, durante tiempo perteneciente a un coleccionista maltés, y luego cedida a Guido Grioni y de éste al anticuario americano Seligman; otra copia se conserva en el Museo Cívico de Udine, proveniente de la iglesia de S. Giacomo en Fagagna, a la que había sido donada en 1894 por el conde Francesco Festulario, último heredero de la familia Tritonio, y que la poseía desde el Barroco (inclusive siendo citado en los inventarios de la familia por lo menos desde octubre del 1607), desde cuando el banquero Ottavio Costa (que tenía en su poder también otras pinturas de Caravaggio) lo donó al abad Ruggiero Tritonio. Esta donación tuvo lugar durante una grave enfermedad de la cual se recuperó y para no decepcionar al abad a quien le había prometido tan importante cesión, le entregó a cambio una copia de la pintura de Caravaggio. Por lo tanto, la pintura original de Caravaggio podría ser aquella que hoy se encuentra en Hartford.